# Patrick Wiencek
Patrick Wiencek (født 22. marts 1989 i Duisburg, Tyskland) er en tysk håndboldspiller, som spiller i THW Kiel og på Tysklands herrehåndboldlandshold.
Han deltog under EM i håndbold 2020 i Sverige/Østrig/Norge. I 2022 indstillede han landsholdskarrieren.